# Les Grandes Familles
Pour l’article homonyme, voir Les Grandes Familles (film).
La Fin des Hommes ou Les Grandes Familles est une suite romanesque de Maurice Druon dont le premier tome éponyme, publié en 1948 aux éditions Julliard, a obtenu le Prix Goncourt la même année.

## Historique
Cette saga composée de trois tomes devait s’intituler La Fin des Hommes, mais le succès du premier volume Les Grandes Familles fit de son titre celui de l’ensemble. Les trois tomes sont :
- Les Grandes Familles, Julliard, 1948[1]
- La Chute des Corps, Julliard, 1950[2]
- Rendez-vous aux Enfers, Julliard, 1951[3]

Voici, de 1916 à la déclaration de guerre de 1939, la vie de quelques membres de l'élite parisienne : grande bourgeoisie d'affaires alliée à une aristocratie décadente, vedettes du monde du spectacle obsédées par la chair, financiers amoraux, hommes politiques rongés par l'ambition, mondains pervertis par l'oisiveté - et de certains types de parasites gravitant autour. Les personnages sont pour leur quasi-totalité lâches, arrivistes, cyniques, égoïstes, déments, violents ou manipulateurs. Certains au contraire, notamment parmi les plus humbles (domestiques par exemple...), sont sensibles, mystiques, amoureux, naïfs ou tout simplement bons. Mais la plupart du temps, ils sont tout cela à la fois. Ils se rencontrent, s'aiment, s'entredéchirent, se trahissent, se quittent et se retrouvent.
Le roman reçoit le prix Goncourt au troisième tour de scrutin face à Vipère au poing d'Hervé Bazin (une voix) et Le Temps des rencontres de Michel Zéraffa (une voix).
Le roman a fait l’objet d'une adaptation cinématographique du même nom, Les Grandes Familles, par Michel Audiard et Denys de La Patellière, réalisée par ce dernier et sortie en 1958. Une adaptation télévisée en trois épisodes, avec entre autres Michel Piccoli, a été réalisée en 1989 par Édouard Molinaro, musique de Vladimir Cosma.

## Résumé

### Les Grandes Familles
L'intrigue se déroule de 1916 à 1927 environ.
Le jeune professeur de lettres, agrégé issu d'une famille paysanne, Simon Lachaume connaît une ascension politique fulgurante après d'heureuses rencontres (à l'agonie de Jean de La Monnerie, à l'œuvre duquel il a consacré sa thèse, puis à son enterrement). Il a une brève liaison avec Isabelle, nièce du défunt, à la suite de laquelle elle se marie en catastrophe avec un vieillard pour éviter le déshonneur d'un enfant hors mariage. Elle fait une fausse couche. Contre toute attente, elle vit un court moment de bonheur conjugal et d'épanouissement sexuel, puis son mari meurt en plein acte sexuel. Elle ne connaîtra plus d'autres hommes.
Dans la famille de banquiers Schoudler, le patriarche, Noël, vit mal l'aisance et l'aura grandissantes de son fils François, et lui tend un piège avec la complicité de son père pour le forcer à recouvrer une bienséante soumission à l'égard de ses aînés. La machination boursière tourne court et se finit par le suicide du jeune homme, notamment à cause des menaces proférées par son cousin Lucien Maublanc.
Ce dernier, obsédé sexuel impuissant ayant dépassé la cinquantaine, parvient à s'attacher les faveurs de la jeune et démunie Sylvaine Dual, qui ambitionne de devenir comédienne tout en étant réduite pour le moment à cette prostitution. Désirant un enfant, il lui promet un million de francs si elle lui en donne un. Elle échoue à tomber enceinte avec d'autres hommes et se résout à un subterfuge alambiqué : elle simule une grossesse, part à la campagne avec une camarade enceinte, Fernande, et en revient avec des jumeaux dont elle prétend que ce sont les siens. Elle reçoit 2 millions de francs de Maublanc, ce qui l'aide à se lancer, et elle connaît bientôt de plus en plus de succès à la scène. 
Maublanc, qui s'est attiré les haines des Schoudler par son rôle dans la mort de François, et celles des La Monnerie à cause de sa prodigalité dans laquelle disparaît le patrimoine familial, est mis sous tutelle et connaît une véritable déchéance sociale et économique, avant de devenir dément et de mourir.

### La Chute des Corps
L'intrigue se déroule de 1927 environ à la fin de l'année 1932.
La jeune épouse de François, Jacqueline, a été anéantie par sa mort, mais a réussi peu à peu à retrouver un équilibre grâce à la douceur toute ecclésiastique de son confesseur.
Lors d'une partie de chasse organisée au domaine de son oncle Urbain, Mauglaives, elle est séduite par Gabriel de Voos, un grand et beau capitaine sans situation, qui quitte Sylvaine Dual pour elle. Elle finit par l'épouser. Une mécanique implacable se met en œuvre : dès le mariage, il est jaloux de son premier mari. Il est perpétuellement en train de l'accuser et de lui faire des reproches, et la situation entre les époux ne fait qu'empirer. Il devient alcoolique. Il finit par l'assassiner et, pour éviter à la famille le déshonneur d'un procès, le fidèle piqueux Laverdure maquille sa mort en accident.
La talentueuse comédienne Sylvaine Dual continue son ascension, notamment grâce à ses complaisances avec son metteur en scène Édouard Wilner. Il trouve un moyen de la piéger de façon particulièrement humiliante et de la quitter. Elle tombe dans les bras de Lachaume. Grâce à l'influence de ce dernier, elle entre à la Comédie française.
À la suite de spéculations hasardeuses (sur la reconstruction nationale, qui plus est) de Noël, qui devient sénile, et après une trahison de Lachaume, la fortune des Schoudler s'effondre dans un krach boursier. La famille est ruinée.
La situation financière des jeunes Marie-Ange et Jean-Noël est d'autant plus précaire qu'à la mort de leur oncle Urbain de La Monnerie, les héritiers d'une dame du voisinage se voient attribuer une partie de son patrimoine en raison d'un mariage in extremis entre les défunts.
Lachaume fait la preuve de son talent d'orateur à la Chambre et s'installe durablement dans la vie politique, ce qui lui a été facilité par sa liaison avec celle qu'on pourrait qualifier de « découvreuse de talents politiques », Marthe Bonnefoy.

### Rendez-vous aux Enfers
L'intrigue se déroule de 1936 environ à l'été 1939.
Jean-Noël et Marie-Ange Schoudler ont 21 et 23 ans. Ils sont réduits à la gêne financière par la faute de l'inconséquence de leurs grands-parents.
Après un grand chagrin d'amour (il découvre l'insincérité et la légèreté de sa maîtresse beaucoup plus âgée, Inès de Sandoval), Jean-Noël se laisse approcher par un vieil homosexuel, Basil Pemrose. Il l'invite dans son château normand, qu'il partage avec son ex-amant Maxime de Bayos et le nouvel amant de celui-ci, Benvenuto Galbani. Puis ils se rendent à Venise, où le vieil homme, amoureux de Jean-Noël, tente sans succès de consommer sa passion. Il meurt et Jean-Noël retourne en France, où il a la mauvaise idée de tremper dans des spéculations liées à l'essor du cinéma.
Après des chèques sans provision, il a un besoin impérieux de la fortune de la vieille duchesse de Salvimonte, qu'il épouse en désespoir de cause. Avec son argent, il fait rénover le château de Mauglaives, qui tombait en ruines. Il se prétend impuissant et leurs relations s'enveniment, jusqu'à ce qu'il consente enfin à l'honorer : elle lui accorde en échange la libéralité qu'il attendait.
Déshonoré et sali à ses propres yeux par cette bassesse, il cherche du réconfort auprès de sa sœur. La situation dérape et ils s'unissent charnellement.
Marie-Ange, quant à elle, était mannequin pour une maison de mode, où elle avait rencontré Lachaume, de vingt-six ans son aîné, venu accompagner Sylvaine afin qu'elle se rachète une robe de scène. Après une scène terrible, il quitte Sylvaine, qui manque de mourir dans une tentative de suicide, moyen désespéré de l'apitoyer et de le retenir. À force d'écoute, d'estime et de gentillesse, il séduit Marie-Ange et ils forment un couple.
Elle est enceinte. Il ne parvient pas à convaincre sa femme Yvonne, qui lui a gardé rancune de l'avoir délaissée, de demander le divorce. Marie-Ange avorte plutôt que de subir le déshonneur, inconcevable pour une femme de son rang, d'avoir un enfant hors mariage.
Elle en reste neurasthénique et coupe définitivement les ponts avec Lachaume, qui en éprouve une vive douleur. La guerre venant d'être déclarée, il culpabilise de ne pas avoir agi conformément à son idéal de vétéran de la Grande Guerre et de n'avoir pas, en tant qu'homme politique de premier plan, fait tout ce qui était en son pouvoir pour éviter un nouveau conflit mondial.
Il oublie tous ces beaux regrets remarquablement vite lorsque le président du Conseil l'appelle pour lui proposer la vice-présidence. Il accepte : l'ambition l'a emporté sur les scrupules moraux. « Vivre avilit », conclut Druon, citant Henri de Régnier, « mais pour Simon Lachaume, comme pour l'univers qu'il représentait, c'était encore la seule manière d'exister ».

## Analyse
- Si vous ne connaissez pas le sujet, laissez ce bandeau (vous pouvez alors contacter les auteurs).
- Si vous supprimez le contenu mis en cause (vous pouvez préalablement contacter les auteurs),

argumentez précisément cette suppression dans la page de discussion
(un manque de référence n'est pas un argument ; une recherche réelle de référence doit avoir été effectuée, être formellement documentée).
Cette suite romanesque est à la croisée des genres, entre roman historique, roman picaresque et roman psychologique. Elle constitue aussi un exemple méconnu de roman-fleuve de petite dimension.
C'est un roman historique, même si cet aspect est moins évident que pour Les Rois maudits du même auteur : dans ce dernier, la plupart des personnages sont des personnes ayant réellement existé (Philippe Le Bel, Isabelle de France, Mahaut d'Artois, etc.), et une minorité des personnages imaginaires. Mis à part quelques intrigues imaginaires de second plan, le récit raconte, par-delà la peinture des relations entre les personnages et de leur personnalité, des événements historiques (mort de Jacques de Molay sur le bûcher, affaire de la Tour de Nesle, invasion de l'Angleterre par Mortimer et Isabelle de France...). Au contraire, dans La Fin des Hommes, les rares personnages historiques qui apparaissent sont simplement mentionnés pour planter le décor et ne sont pas des protagonistes. Ils ne prennent pas part à l'intrigue. Les personnages sont imaginaires, bien qu'on puisse y reconnaître des personnalités de l'époque, car ils sont emblématiques, ce sont des types (cf. infra), et on pourrait s'amuser à rechercher leurs modèles historiques. La logique est inverse : l'Histoire est surtout un prétexte pour rendre crédibles et réalistes les petites histoires (liaisons, trahisons, coups bas, ascension politique) et les (mauvaises) mœurs des personnages.
En effet, ce roman en trois tomes dépeint avec une grande fidélité l'entre-deux-guerres français, en introduisant de façon fluide et naturelle la description des mœurs et de la culture de l'époque dans le récit. Ainsi, par exemple, les références culturelles et littéraires ou les habitudes et valeurs morales (catholicisme, mariage de convenance en catastrophe pour échapper à la honte d'être une fille-mère, recours à des stratégies judiciaires s'appuyant sur le droit civil, noms des restaurants et hôtels fréquentés...) de la haute bourgeoisie de la fin de la IIIe République sont très bien décrites, ainsi que l'instabilité gouvernementale chronique de l'époque. Le récit emmène le lecteur aussi bien dans une classe du collège Louis-Le-Grand en 1920 qu'aux côtés d'une vieille paysanne miséreuse dans une ferme décrépite des Mureaux en 1928, avant l'urbanisation de la commune.
D'innombrables événements et repères historiques sont au moins mentionnés — certains étant approfondis. On peut citer par exemple, parmi de très nombreux autres auxquels il est fait allusion :
— Le bombardement de Paris par un Zeppelin allemand le 29 janvier 1916 (Les Grandes Familles, p. 14) ;
— Les élections législatives de 1928 (La Chute des Corps, p. 308) ;
— Le krach de 1929 ;
— La mort de Foch et de Clemenceau en 1929 (La Chute des Corps, p. 449) ;
— L'affaire Stavisky ;
— L'Exposition universelle de 1937 (Rendez-vous aux Enfers, pp. 620-623), qui est le cadre d'une scène ;
— Le retour de Daladier de la conférence de Munich en septembre 1939 (Rendez-Vous aux Enfers, p. 675) ;
— Ou la réélection de Lebrun en avril 1939 (Rendez-Vous aux Enfers, p. 721).
Les personnages sont en fait triplement ancrés : dans leur époque et dans leur milieu social donc, mais aussi dans leur caractère dont ils forment une sorte d'archétype (le député radical parvenu de la IIIe République, fils de paysan et agrégé, le magnat de la finance, le vieux patriarche d'une famille noble en déliquescence, la jeune prostituée-intrigante qui rêve de devenir une comédienne reconnue, etc.).
Les personnages se pensent eux-mêmes en référence bien sûr aux autres personnages du roman et aux relations qu'ils entretiennent, mais aussi en référence aux hommes célèbres de l'époque et à l'histoire contemporaine. 
La trilogie présente également de nombreuses caractéristiques du roman picaresque : nombreux personnages, récit connaissant de nombreux rebondissements et un enchevêtrement d'intrigues secondaires, ton pessimiste, intention satirique et réalisme du récit. Mais Druon prend le contre-pied du genre, en situant ironiquement l'action non pas dans les couches les plus basses de la société, avec des personnages marginalisés, mais au contraire parmi ses milieux les plus prestigieux, les plus respectés et les plus puissants financièrement et culturellement.
L'auteur réussit le tour de force d'agréger à son œuvre des aspects du roman psychologique, traditionnellement vu comme opposé au roman picaresque car privilégiant une intrigue minimale pour faire la part belle au développement des sentiments des personnages. En effet, le narrateur (omniscient, troisième personne du singulier) s'attache à donner une épaisseur psychologique aux personnages en relatant leurs émotions, leurs conflits et monologues internes, leurs aspirations, leurs hantises et obsessions diverses.
Enfin, cette saga est une sorte de petit roman-fleuve, d'une dimension plus modeste que les plus célèbres Les Thibault ou Les Hommes de bonne volonté : elle met en scène une grande diversité de personnages, liés à la (haute) bourgeoisie et à l'aristocratie, dont on suit l'évolution au fil du temps et de l'Histoire. Les protagonistes les plus importants sont des personnages récurrents (on les retrouve d'un tome à l'autre).

## Commentaire
On peut certes sentir par endroits affleurer chez l'auteur une pointe de tendresse pour ce milieu – la haute bourgeoisie d'affaires parisienne de l'entre-deux-guerres, alliée à une aristocratie en dégénérescence –, qu'il a connu, et ces archétypes, dont il a fréquenté les modèles.
Mais ce n'est pas la tonalité générale du roman, bien au contraire. Le scabreux, le malsain, la perversion et l'obscénité corporelle ou morale ne sont jamais loin, et ils éclatent dans toute leur férocité dans de nombreuses scènes particulièrement osées pour l'époque, à la limite de l'insoutenable : meurtre, tentatives de viol, inceste, gérontophilie, trahison politique d'un cynisme et d'une lâcheté absolus, etc.
Ce roman très sombre et réaliste, d'une véracité historique et sociologique impeccable, est rédigé dans un style éminemment cinématographique (de nombreuses hypotyposes esquissent des tableaux d'une réalité saisissante). Il dessine bien sûr une caricature au vitriol du milieu social concerné, mais sans doute n'est-elle que le prétexte pour donner à voir, et jusque dans la description des mécanismes juridiques utilisés et des procédures judiciaires actionnées, le grotesque et le sordide de la nature humaine.
À ce titre, c'est un grand roman de l'ambition, du pouvoir et de la déchéance.

## Personnages
I = apparition dans Les Grandes Familles.
II = apparition dans La Chute des Corps.
III = apparition dans Rendez-vous aux Enfers.

### Le clan Schoudler
- Noël Schoudler, financier, régent de la Banque de France, commandeur de la Légion d'honneur, chef de la famille Schoudler (I, II) ;
- Jean Rosenberg, son avocat, amateur de meubles anciens et de livres rares (I) ;
- Albéric Canet, son agent de change (I) ;
- Siegfried Schoudler, son père nonagénaire (I) ;
- François Schoudler, fils de Noël (I) ;
- Paul de Varnacé, un des amis du précédent (I) ;
- Jacqueline Schoudler, née La Monnerie, femme de François et mère de Marie-Ange et Jean-Noël (I, II) ;
- le père Boudret, dominicain, son confesseur (I, II) ;
- Adèle Schoudler, femme de Noël et ex-femme de Maublanc (I, II) ;
- Jean-Noël Schoudler, le petit-fils (I, II, III) ;
- Marie-Ange Schoudler, la petite-fille (de dix-huit mois plus âgée que son frère) (I, II, III) ;
- Miss Mabel, leur nurse (I, II) ;
- Le capitaine Gabriel de Voos, second époux de Jacqueline Schoudler (II) ;
- Jérémie, le vieux valet de pied des Schoudler (I).

### Le clan La Monnerie
- Jean de La Monnerie, poète, Académicien, époux de Juliette (née d'Huisnes), et père de Jacqueline Schoudler (I) ;
- Juliette de La Monnerie, née d'Huisnes, épouse de Jean de La Monnerie et mère de Jacqueline Schoudler (I, II, III) ;
- la vicomtesse de Laubrières, cousine de la précédente, avec laquelle elle joue au bridge (III) ;
- une vieille dame obèse qui joue avec elles dans les derniers temps de la maladie de Juliette (III) ;
- un vieil homme obèse et incontinent, ancien maître des requêtes au Conseil d'État, qui joue alors avec elles (III) ;
- Marie-Hélène Eterlin, maîtresse de Jean de La Monnerie puis de Lachaume (I, II) ;
- le marquis Urbain de La Monnerie, le frère aîné, banquier et veneur (I, II) ;
- Odile de Bondumont, son ancienne maîtresse (II) ;
- Florent, son vieux serviteur, et sa femme (II) ;
- Laverdure, pseudonyme de Bouillot, premier piqueux de l'équipage La Monnerie (II, III) ;
- Sa femme Léontine (II, III) ;
- Jolibois, second piqueux (II) ;
- Charlemagne, le jeune valet de chiens (II) ;
- le père de Granvilage, provincial des dominicains et parent des La Monnerie (I, II) ;
- le général Robert de La Monnerie, benjamin de la fratrie (I) ;
- son aide de camp Charamon (I) ;
- le commandant Gilon, qui se liera avec Gabriel de Voos (I, II) ;
- le baron Van Heeren, veneur alcoolique (II) ;
- le vicomte Melchior de Doué-Douchy, délégué du duc d'Orléans (I, II) ;
- Mlle de Longueboile, veneuse accomplie (II) ;
- Julien, vieux cocher du domaine de Mauglaives (II) ;
- Gérard, marquis de La Monnerie et ambassadeur de France, deuxième de la fratrie (I) ;
- Isabelle d'Huisnes, puis Isabelle de Meignerais, nièce de Juliette de La Monnerie et ancienne maîtresse de Lachaume (I, II, III) ;
- Olivier de Meignerais, son vieux mari (I) ;
- Mme Polant, domestique des La Monnerie spécialement chargée de l'organisation des obsèques (I) ;
- Jean Leroy et Adrien Leroy, banquiers, cousins des La Monnerie et des Maublanc (I, II) ;
- Le duc de Valleroy, cousin des La Monnerie (I, II, III).

### Politique
- Anatole Rousseau, avocat, député et ministre changeant sans cesse de portefeuille (Instruction publique, Finances, Guerre...) au gré des remaniements et chutes de ministères (I, II) ;
- Simon Lachaume, agrégé de lettres, boursier né dans une famille paysanne, arriviste, un temps directeur de cabinet de Rousseau, puis bras droit de Noël Schoudler (I, II, III) ;
- Yvonne Lachaume, son épouse, dont il est séparé (I, III) ;
- Mme Désesquelles, la secrétaire de Lachaume, d'une trentaine d'années (II) ;
- La mère de Lachaume, une paysanne (I, II) ;
- Louis, le frère handicapé mental de Lachaume (II) ;
- Marthe Bonnefoy, quinquagénaire, femme d'influence qui fait fructifier les jeunes talents de la Chambre des députés pour en faire devenir des ministres après les avoir pris comme amants (II, III) ;
- Robert Stenn, un de ses amants, avocat, député du parti de Lachaume (centre-gauche), opposant de Rousseau (II) ;
- Camille Porterat, député du parti de Stenn et Lachaume et ancien président du Conseil (II) ;
- Gouriot, député d'extrême gauche (II).

### Professeurs et intellectuels
- le professeur Émile Lartois, médecin libidineux des deux familles et Académicien (I, II, III) ;
- Jérôme Barère, historien, Académicien, et sa femme (I) ;
- Le professeur Chellières, chirurgien (II) ;
- M. Martin, professeur d'histoire-géographie et collègue de Lachaume au lycée Louis-le-Grand (I).

### Artistes et bohèmes
- Sylvaine Dual, une jeune comédienne, un temps entretenue par Maublanc, qui s'engage auprès de lui à lui faire un enfant contre un million de francs (I, II, III) ;
- Anny Féret, son amie, chanteuse de cabaret lesbienne (I, III) ;
- Fernande Métillet, employée au vestiaire du cabaret Le Carnaval, mère hors mariage des jumeaux Fernand et Lucienne, que Sylvaine fait passer pour les siens auprès de Maublanc (I) ;
- Les jumeaux Fernand (I, meurt rapidement) et Lucienne, qui pose nue pour Wilner (I, III) ;
- Édouard Wilner, dramaturge à succès et metteur en scène, directeur du théâtre des Deux-Villes, Juif obsédé sexuel (II, III) ;
- Mme Boitel, épouse d'un fonctionnaire du Quai d'Orsay, qu'il tente de séduire (II, III) ;
- Mme Létang, son administratrice (II) ;
- Romain Dalmas, comédien (II) ;
- le compositeur Auguérenc, langue de vipère mondaine (III) ;
- Anet Brayat, peintre (III).

### Aristocrates, mondains et profiteurs divers
- la comtesse Inès Sandoval, poétesse mondaine croqueuse d'hommes (II, III) ;
- le vicomte Basil Pemrose, "Pem", mondain mystique, lettré et homosexuel, lord anglais (III) ;
- Maxime de Bayos, "Baba", mondain français, ancien amant de Pemrose qu'il a quitté pour Galbani en restant son ami (III) ;
- le prince Benvenuto Galbani, "Ben", aristocrate italien (III) ;
- Christian Leluc, leur jeune ami, homme inquiétant, pianiste doué obsédé par les gants de femme (III) ;
- Gugliemo Bisanti, leur domestique quinquagénaire, homosexuel mystique de Lugano (III) ;
- Lydia, duchesse de Salvimonte, quinquagénaire (au début du roman) extrêmement riche et nymphomane, qui épousera Jean-Noël (I, III) ;
- Michel Neudecker, opiomane que cette dernière a entretenu (I) ;
- Mrs Worms-Parnell, socialite américaine âgée et obèse (III) ;
- Le baron Glück, passionné de théâtre et d'acteurs (II) ;
- Pamela, née Sillevis, et son mari italien le comte Gigi Rocapolli : Américaine qui séduit Jean-Noël (III) ;
- Lady Coxram, veuve d'un homme d'État anglais (III) ;
- La comtesse Serveri, vieille érudite polyglotte et procédurière fâchée avec sa fille (III) ;
- La marquise Torvomani, vieille dame qui a été la plus belle femme de Venise, polyglotte, a entre autres été la maîtresse de Jean de La Monnerie et du Kaiser (III) ;
- Davilar, armateur portugais milliardaire parcourant le monde dans un yacht à bord duquel est enfermée, dans une chambre capitonnée de satin, sa fille folle (III) ;
- Constance Waybach, romancière américaine hommasse, alcoolique et opiomane, vivant avec un nain (III).

### Autres
- Lucien Maublanc, demi-frère impuissant des La Monnerie, premier époux d'Adèle Schoudler et ennemi juré des deux familles (I) ;
- Karl Strinberg, richissime financier scandinave d'une soixantaine d'années (II) ;
- Baptiste, infirmier de l'hospice d'aliénés (I);
- Marie Feudechien, Marie Védée, Marie Chauçon (II), paysannes des Mureaux et voisines de la mère Lachaume. Le fils de la première est mort lors de la Première Guerre mondiale ;
- Monsieur Lecorne, vieux concierge de Simon Lachaume (III);
- Madame Minet, vieille concierge de Sylvaine Dual (I).

## Éditions
- Les Grandes Familles, Éditions Julliard, Paris, 1948.
- Les Grandes Familles, Plon, Paris, 1993.

## Adaptations
- Les Grandes Familles, film de Denys de La Patellière, 1958.
- Les Grandes Familles, série télévisée d'Édouard Molinaro, 1989.